# Trachylepis elegans
Trachylepis elegans (елегантна мабуя) — вид сцинкоподібних ящірок родини сцинкових (Scincidae). Ендемік Мадагаскару.

## Підвиди
Виділяють два підвиди:
- Trachylepis elegans elegans (Peters, 1854);
- Trachylepis elegans delphinensis (Brygoo, 1983).

## Поширення і екологія
Елегантні мабуї широко поширені на острові Мадагаскар, за винятком крайнього сходу. Вони живуть на луках, в лісах, на полях та серед скель. Зустрічаються на висоті від 15 до 850 м над рівнем моря. Живляться переважно термітами, а також жуками, павуками і мурахами.